# العميلة كارتر (مسلسل)
العميلة كارتر (بالإنجليزية: Agent Carter) هُو مُسلسل تلفزيوني أمريكي ألفه الثنائي كريستوفر ماركوس وستيفن ماكفيلي لصالح شبكة قنوات أيه بي سي. تدور أحداث المُسلسل حول شخصية بيغي كارتر من قصص مارفل المُصورة، حيث أن هذا المُسلسل هُو أول مُسلسل يُخصص لشخصية كارتر، وذلك بعد ظهور الشخصية في فيلم كابتن أمريكا: المُنتقم الأول سنة 2011، وفي الفيلم القصير العميلة كارتر الذي صدر سنة 2013. يندرج مُسلسل العميلة كارتر ضمن عالم مارفل السينمائي (MCU)، حيث يُعد استمرارا للأفلام الطويلة والمُسلسلات التلفزيونية الأخرى ضمن هذا العالم. يُعد مُسلسل العميلة كارتر إنتاجا مُشتركا بين كُل من استوديوهات أي بي سي ومارفل للمُسلسلات التلفزيونية، في حين قاد فريق مُكون من تارا باترز وميشيل فازيكاس وكريس دينجيس عملية إنتاج حلقات المُسلسل.
أعادت هايلي أتويل تمثيل دور بيغي كارتر في هذا المُسلسل، وذلك بعد أن مثلت نفس الدور في كُل من فيلم كابتن أمريكا والفيلم القصير لسنة 2013. في هذا المُسلسل، كان على كارتر أن تُوازن بين ظروف اشتغالها كعميلة سرية وبين حياتها كامرأة عزباء في الولايات المُتحدة في عقد الأربعينيات من القرن العشرين. بدأ تطوير مُسلسل العميلة كارتر في سبتمبر 2013، في حين تأكدت مُشاركة أتويل ضمن طاقم التمثيل في يناير 2014. في مايو 2014، انضم لأتويل في طاقم التمثيل فريق مُكون من جيمس دارسي وتشاد مايكل موراي وإنفر غيوكاي وشيا ويغهام. استعرض هذا المُسلسل أصول العديد من الشخصيات في سلسلة أفلام عالم مارفل السينمائي، كما شاركت في المُسلسل عدة شخصيات أخرى من هذه الأفلام.
تكون الموسم الأول من 8 حلقات، وقد بُثت هذه الحلقات في الفترة من 6 يناير إلى 24 فبراير 2015. بينما تكون الموسم الثاني من 10 حلقات، وقد بُثت هذه الحلقات في الفترة من 19 يناير إلى 1 مارس 2016. بُث كلا الموسمين من مُسلسل العميلة كارتر خلال مُنتصف فترة عرض الموسمين الثاني والثالث على التوالي من مُسلسل عملاء شيلد. على الرغم من إشادة العديد من النقاد بمُسلسل العميلة كارتر، إلا أن انخفاض نسب مُشاهدة حلقات المُسلسل، أدى إلى قرار شركة أي بي سي في 12 مايو 2016 بعدم تجديد المُسلسل لموسم ثالث.

## ملخص أحداث القصة
تحدث أحداث الموسم الأول في عام 1946، حيث تُضطر بيغي كارتر إلى تحقيق التوازن بين عملها المكتبي الروتيني الذي تقوم به في الاحتياطي العلمي الاستراتيجي (بالإنجليزية: Strategic Scientific Reserve) في مدينة نيويورك، وبين مُساعدتها لهوارد ستارك، الذي يجد نفسه لاحقا في إطار تزويد أعداء الولايات المُتحدة بالأسلحة الفتاكة. يُساعد إدوين جارفيس، الذي يشتغل كخادم لستارك، بيغي كارتر في مُهمة العثور عن المسؤولين عن هذه القضية والتخلص من هذه الأسلحة. في الموسم الثاني، تنتقل كارتر من مدينة نيويورك إلى لوس أنجلوس للتعامُل مع تهديدات العصر الذري الجديد من قبل الإمبراطورية السرية في أعقاب نهاية الحرب العالمية الثانية، حيث تكسب هُناك صداقات جديدة، ومنزلا جديدا، وحُبا جديدا مُحتملا.

## طاقم التمثيل
- هايلي أتويل في دور بيغي كارتر: 
عميلة ضمن مُنظمة الاحتياطي العلمي الاستراتيجي (بالإنجليزية: Strategic Scientific Reserve)، لكن غالبية عملها عبارة عن عمل مكتبي روتيني.[3] صرحت تارا باترز يأن «القوة الخارقة لبيغي كارتر هي حقيقة أن الآخرين يستخفون بها، حيث أنها غالبًا ما تستخدم ذلك لصالحها».[4] حول تأثير الموت الظاهري لستيف روجرز على كارتر، أوضحت أتويل أنه «كان أعظم شخص عرفته على الإطلاق، حتى قبل أن يأخذ المصل ويُصبح كابتن أمريكا. عرفت شخصيته وخلُصت إلى أن روحه طيبة. لذلك أعتقد أنها حزينة على فقدانه، لكنها مُصممة أيضًا على التأكد من أن عمله لم يذهب سُدى. وهذا يمنحها قدراً هائلاً من العزيمة على الاستمرار على الرغم من العقبات التي تواجهها.»[5] أدت غابرييلا غرايفز في المُسلسل دور بيغي كارتر عندما كانت شابة.[6]
- جيمس دارسي في دور إدوين جارفيس[الإنجليزية]: 
خادم هوارد ستارك وحليف بيغي كارتر.[7] ساند غارفيس توني ستارك ووجهه خلال تطويره لبرنامج الذكاء الاصطناعي "جارفيس".[8] وصفت أتويل علاقة كارتر بجارفيس على أنها كانت «بحاجة إلى شخص على اتصال بهوارد للمُساعدة في إدارة هذه المهمة، ولديهما هذا المُزاح البارع ذهابًا وإيابًا».[5][9][10]
- تشاد مايكل موراي في دور جاك تومسون.
- أنور ججوكاج في دور دانييل سوزا[الإنجليزية].[10][11]
- شيا ويغهام في دور روجر دولي[الإنجليزية].[12][13]

## قائمة الحلقات
| الموسم | الحلقات | الحلقات | الأصلي        | الأصلي         |
| الموسم | الحلقات | الحلقات | الأول         | الأخير         |
| ------ | ------- | ------- | ------------- | -------------- |
| 1      | 8       | 8       | 6 يناير 2015  | 24 فبراير 2015 |
| 2      | 10      | 10      | 19 يناير 2016 | 1 مارس 2016    |

### الموسم الأول (2015)
| ر. الإجمالي | ر. في الموسم | العنوان              | المخرج           | الكاتب                        | تاريخ العرض الأصلي | عدد المشاهدات في الولايات المُتحدة (بالمليون) |
| ----------- | ------------ | -------------------- | ---------------- | ----------------------------- | ------------------ | -------------------------------------------- |
| 1           | 1            | «لم تحن النهاية بعد» | لويس ديسبوزيتو   | كريستوفر ماركوس وستيفن مكفيلي | 6 يناير 2015       | 6.91                                         |
| 2           | 2            | «جسر ونفق»           | جوزيف روسو       | إيريك بيرسون                  | 6 يناير 2015       | 6.91                                         |
| 3           | 3            | «الوقت والمد»        | سكوت وينانت      | آندي باشيل                    | 13 يناير 2015      | 5.10                                         |
| 4           | 4            | «زر بليتزكريغ»       | ستيفن كراغ       | برانت إينغلستاين              | 27 يناير 2015      | 4.63                                         |
| 5           | 5            | «السقف الحديدي»      | بيتر ليتو        | جوزيه مولينا                  | 3 فبراير 2015      | 4.20                                         |
| 6           | 6            | «خطيئة لتُخطأ»        | ستيفن وليامز     | ليندسي آلان                   | 10 فبراير 2015     | 4.25                                         |
| 7           | 7            | «سنافو»              | فنسنت ميسيانو    | كريس دينجيس                   | 17 فبراير 2015     | 4.15                                         |
| 8           | 8            | «توديع»              | كريستوفر ميسيانو | ميشيل فازيكاس وتارا باترز     | 24 فبراير 2015     | 4.02                                         |

### الموسم الثاني (2016)
| ر. الإجمالي | ر. في الموسم | العنوان             | المخرج          | الكاتب                                 | تاريخ العرض الأصلي | عدد المشاهدات في الولايات المُتحدة (بالمليون) |
| ----------- | ------------ | ------------------- | --------------- | -------------------------------------- | ------------------ | -------------------------------------------- |
| 9           | 1            | «السيدة في البُحيرة» | لاورانس تريلينغ | برانت إينغلشتاين                       | 19 يناير 2016      | 3.18                                         |
| 10          | 2            | «نظرة من الظلمة»    | لاورانس تريلينغ | إيريك بيرسون وليندسي آلان              | 19 يناير 2016      | 3.18                                         |
| 11          | 3            | «ملائكة أفضل»       | ديفيد بلات      | جوزيه مولينا                           | 26 يناير 2016      | 2.90                                         |
| 12          | 4            | «دخان ومرايا»       | ديفيد بلات      | سيو تشونغ                              | 2 فبراير 2016      | 2.77                                         |
| 13          | 5            | «المهمة الذرية»     | كريغ زيسك       | ليندسي آلان                            | 9 فبراير 2016      | 2.66                                         |
| 14          | 6            | «حياة الحفلة»       | كريغ زيسك       | إيريك بيرسون                           | 16 فبراير 2016     | 2.39                                         |
| 15          | 7            | «حيوانات مُتوحشة»    | ميتين هوسين     | براندون إيستون                         | 16 فبراير 2016     | 2.39                                         |
| 16          | 8            | «حافة الغموض»       | ميتين هوسين     | برانت إينغلشتاين                       | 23 فبراير 2016     | 2.50                                         |
| 17          | 9            | «أغنية قصيرة ورقص»  | جينيفر غيتزينغر | ميشيل فازيكاس وتارا باترز وكريس دينجيس | 23 فبراير 2016     | 2.50                                         |
| 18          | 10           | «نهاية هوليوود»     | جينيفر غيتزينغر | ميشيل فازيكاس وتارا باترز وكريس دينجيس | 1 مارس 2016        | 2.35                                         |

## الإصدار

### البث التلفزيوني
عُرض مُسلسل «العميلة كارتر» في الولايات المتحدة على شبكة أيه بي سي، حيث كانت صيغة الصورة على شكل 720p عالية الوضوح، في حين كانت صيغة الصوت هي صوت 5.1. عُرضت حلقات المُسلسل أيضا في كندا على شبكة قنوات سي تي في، وفي نيوزيلندا على قناة تي في إن زد 2. في أكتوبر 2014، صرحت القناة الرابعة البريطانية، وهي القناة التي تبث مُسلسل عملاء شيلد في المملكة المتحدة، أن ليس لدى القناة «أي خُطط حالية [لبث] مُسلسل العميلة كارتر». في يونيو 2015، اشترت قناة فوكس المملكة المتحدة وآيرلندا حقوق بث المُسلسل في المملكة المتحدة،  ثُم عُرض المُسلسل لأول مرة في المملكة في 12 يوليو 2015.  في فبراير 2016، أُعلن عن بث قناة سيفن فليكس لحلقات المُسلسل في أستراليا.

### نسخ أخرى
| الموسم | تواريخ صدور نُسخ الدي في دي والبلوراي | تواريخ صدور نُسخ الدي في دي والبلوراي | تواريخ صدور نُسخ الدي في دي والبلوراي |
| الموسم | المنطقة 1                            | المنطقة 2                            | المنطقة 4                            |
| ------ | ------------------------------------ | ------------------------------------ | ------------------------------------ |
| 1      | 18 سبتمبر 2015                       | 30 نوفمبر 2015                       | 7 ديسمبر 2016                        |
| 2      | يُعلن لاحقًا                           | 5 ديسمبر 2016                        | 1 مارس 2017                          |

## الاستقبال

### عدد المشاهدات
| الموسم | المنطقة الزمنية (المنطقة الشرقية) | عدد الحلقات | الحلقة الأولى | الحلقة الأولى             | الحلقة الأخيرة | الحلقة الأخيرة            | الموسم التلفزيوني | الترتيب من حيث عدد المُشاهدات | مُتوسط عدد المشاهدات (بالملايين) | الترتيب الخاص بالفئة العمرية 18–49 | مُتوسط عدد المشاهدات (بالملايين) الفئة العمرية 18–49 |
| الموسم | المنطقة الزمنية (المنطقة الشرقية) | عدد الحلقات | تاريخ العرض   | عدد المشاهدات (بالملايين) | تاريخ العرض    | عدد المشاهدات (بالملايين) | الموسم التلفزيوني | الترتيب من حيث عدد المُشاهدات | مُتوسط عدد المشاهدات (بالملايين) | الترتيب الخاص بالفئة العمرية 18–49 | مُتوسط عدد المشاهدات (بالملايين) الفئة العمرية 18–49 |
| ------ | --------------------------------- | ----------- | ------------- | ------------------------- | -------------- | ------------------------- | ----------------- | ---------------------------- | ------------------------------- | ---------------------------------- | --------------------------------------------------- |
| 1      | الثلاثاء 9:00 مساء                | 8           | 6 يناير 2015  | 6.91                      | 24 فبراير 2015 | 4.02                      | 2014–15           | 74                           | 7.14                            | 46                                 | 2.3                                                 |
| 2      | الثلاثاء 9:00 مساء                | 10          | 19 يناير 2016 | 3.18                      | 1 مارس 2016    | 2.35                      | 2015–16           | 109                          | 4.37                            | 88                                 | 1.4                                                 |

### الجوائز والترشيحات
| السنة | حفل توزيع الجوائز                                | الجائزة                                  | المُستلم(ة)/المُرشح(ة)      | النتيجة | مراجع  |
| ----- | ------------------------------------------------ | ---------------------------------------- | ------------------------- | ------- | ------ |
| 2015  | حفل توزيع جوائز زحل الواحد والأربعون             | أفضل مسلسل أبطال خارقين                  | مُسلسل العميلة كارتر       | رُشِّح     | [ 43 ] |
| 2015  | حفل توزيع جوائز زحل الواحد والأربعون             | أفضل ممثلة في مسلسل تلفزيوني             | هايلي أتويل               | رُشِّح     | [ 43 ] |
| 2015  | حفل توزيع جوائز زحل الواحد والأربعون             | أفضل أداء من ضيف شرف في مُسلسل تلفزيوني   | دومينيك كوبر              | رُشِّح     | [ 43 ] |
| 2016  | حفل توزيع جوائز مجتمع المؤثرات البصرية لسنة 2015 | أفضل مؤثرات بصرية في حلقة مُسلسل تلفزيوني | حلقة "لم تحن النهاية بعد" | رُشِّح     | [ 44 ] |
| 2016  | جوائز نقابة مُصففي الشعر                          | أفضل تصفيفة شعر لشخصية تلفزيونية         | مُسلسل العميلة كارتر       | رُشِّح     | [ 45 ] |
| 2016  | حفل توزيع جوائز زحل الثاني والأربعون             | أفضل مُسلسل أبطال خارقين                  | مُسلسل العميلة كارتر       | رُشِّح     | [ 46 ] |

## وصلات خارجية
- العميلة كارتر على موقع IMDb (الإنجليزية)
- العميلة كارتر على موقع ميتاكريتيك (الإنجليزية)
- العميلة كارتر على موقع روتن توميتوز (الإنجليزية)
- العميلة كارتر على موقع أول موفي (الإنجليزية)
- العميلة كارتر على موقع فيلمافينيتي (الإسبانية)
- العميلة كارتر على موقع كينوبويسك (الروسية)
- العميلة كارتر على موقع ألو سيني (الفرنسية)
- العميلة كارتر على موقع ميوزك برينز (الإنجليزية)
- العميلة كارتر على موقع قاعدة بيانات الفيلم (الإنجليزية)